# Caloptilia macropleura
Caloptilia macropleura là một loài bướm đêm thuộc họ Gracillariidae. Loài này sinh sống ở Ethiopia và Nam Phi.